# 馬渡峻輔
馬渡 峻輔（まわたり しゅんすけ、1946年10月6日 - ）は、日本の動物学者。北海道大学名誉教授。
本名は馬渡 駿介（読み同じ）。

## 来歴
1946年東京都生まれ。1965年東京都立新宿高等学校卒業。1969年北海道大学理学部生物学科卒業。1974年同大学院理学研究科動物学専攻博士課程修了、「ヒラハコケムシの生活史に関する研究」で理学博士。1975年日本大学医学部助手、1980年講師。1982年北海道大学理学部助教授、1988年教授。1994年同大学院理学研究科教授。2007年北海道大学総合博物館館長。2010年名誉教授。2019年南方熊楠賞受賞。

## 著書
- 『動物分類学の論理 多様性を認識する方法』東京大学出版会 1994
- 『図説生物学30講 動物編 2　動物分類学30講』朝倉書店 2006
- 『図説生物学30講 環境編3 動物の多様性30講』朝倉書店 2013

### 共編著
- 『生物の種多様性』岩槻邦男共編 バイオディバーシティ・シリーズ 裳華房 1996
- 『動物の自然史 現代分類学の多様な展開』編著 北海道大学図書刊行会 1996
- 『21世紀・新しい「いのち」像 現代科学・技術とのかかわり』木村純共編著 北海道大学図書刊行会 2000
- 『動物の多様性』片倉晴雄共編 培風館 シリーズ21世紀の動物科学 2007
- 『新・自然史科学』沢田健,綿貫豊,西弘嗣,栃内新共編著 北海道大学出版会 2008

### 翻訳
- C.パターソン『現代進化学入門』上原真澄,磯野直秀共訳 岩波書店 2001
- Andrew Campbell, John Dawes編『シリーズ〈海の動物百科〉無脊椎動物 2』今島実監訳 齋藤寛,西川輝昭,倉持利明,藤田敏彦共訳 朝倉書店 2007
- ジュディス・E.ウィンストン『種を記載する 生物学者のための実際的な分類手順』柁原宏共訳 新井書院 2008

## 参考
- [ISBN　978-4-254-17723-7]
- J-GLOBAL